# Homorthodes communis
Homorthodes communis là một loài bướm đêm trong họ Noctuidae.